# ريكس ريد
ريكس ريد (بالإنجليزية: Rex Reed)‏ هو ناقد سينمائي وصحفي وممثل أمريكي، ولد في 2 أكتوبر 1938 في الولايات المتحدة.

## أعمال

### أفلام
- (1970) ميرا بريكندريدج

## وصلات خارجية
- ريكس ريد على موقع IMDb (الإنجليزية)
- ريكس ريد على موقع ميتاكريتيك (الإنجليزية)
- ريكس ريد على موقع الموسوعة البريطانية (الإنجليزية)
- ريكس ريد على موقع روتن توميتوز (الإنجليزية)
- ريكس ريد على موقع أول موفي (الإنجليزية)
- ريكس ريد على موقع قاعدة بيانات الأفلام السويدية (السويدية)
- ريكس ريد على موقع إن إن دي بي (الإنجليزية)
- ريكس ريد على موقع ديسكوغز (الإنجليزية)
- ريكس ريد على موقع قاعدة بيانات الفيلم (الإنجليزية)
- ريكس ريد على موقع كينوبويسك (الروسية)